# Natrix
Natrix és un gènere de serps de la família Colubridae. De forma col·lectiva són conegudes com a "serps d'aigua", però hi ha altres serps d'aigua que no pertanyen a aquest gènere. El nom de Natrix possiblement prové del llatí natare (nedar).

## Taxonomia
El gènere Natrix inclou quatre espècies:
- Natrix astreptophora (Seoane, 1885)
- Natrix maura - Colobra d'aigua
- Natrix megalocephala - Colobra europea de cap gros
- Natrix natrix
- Natrix tessellata